# Lennard Winter
Lennard Winter (* 8. Dezember 2000 in München) ist ein deutscher Basketballspieler.

## Laufbahn
Der Sohn des Sportjournalisten und ehemaligen Bundesliga-Spielers Manfred Winter lernte in der Jugend des FC Bayern München, im Oktober 2017 wurde er erstmals auch in der zweiten Herrenmannschaft des FCB in der 2. Bundesliga ProB eingesetzt.
2018 wechselte er zu den Bayer Giants Leverkusen, mit denen ihm 2019 als ProB-Meister der Aufstieg in die 2. Bundesliga ProA gelang. Winter kam während der Saison 2018/19 in 27 Ligaeinsätzen für die Rheinländer auf einen Punkteschnitt von 3,1 je Begegnung. Von 2019 bis 2022 bestritt er in der zweithöchsten deutschen Spielklasse 42 Einsätze für Leverkusen, wobei er in der Saison 2020/21 wegen einer Fuß- und einer Fingerverletzung lange aussetzen musste und in der Spielzeit nur auf zwei Einsätze kam.
Im Sommer 2022 nahm er ein Angebot der SBB Baskets Wolmirstedt an und ging damit in die 2. Bundesliga ProB zurück. 2025 stieg Winter mit Wolmirstedt in die zweithöchste deutsche Spielklasse auf.